# Hippodameia (Pisa)
Hippodameia (altgriechisch Ἱπποδάμεια Hippodámeia) ist in der griechischen Mythologie eine Tochter des Königs Oinomaos von Pisa in Elis und der Sterope, Frau des Pelops und Mutter mehrerer Söhne, darunter Atreus und Thyestes.
Pelops gewann Hippodameia im Wagenrennen gegen ihren Vater durch Betrug, indem er Oinomaos noch während des Wagenrennens erstach und so König von Pisa wurde.
Neben den gemeinsamen Söhnen hatte Pelops noch weitere Kinder, darunter seinen Lieblingssohn, den schönen Chrysippos, den Hippodameia hasste, da sie befürchtete, Pelops werde diesen zum Erben machen. Sie überredete ihre Söhne Atreus und Thyestes, Chrysippos zu ermorden. Als Pelops erfuhr, dass Hippodameia Mitschuld an Chrysippos’ Tod hatte, tötete sie sich selbst.